# Петренко Микола Іванович (політик)
Мико́ла Іва́нович Петре́нко (нар. 17 грудня 1953) — український військовослужбовець та політик, народний депутат України 2-го скликання з серпня 1994 по травень 1998 року від Гайворонського району (Кіровоградська область), округ №230. Раніше обіймав посаду начальника напряму відділу військової контррозвідки по боротьбі з організованою злочинністю та корупцією Служби безпеки України.